# Dobromir
Dobromir, Dobromier – staropolskie imię męskie, złożone z członów Dobro- („dobry”) i -mir („pokój, spokój, dobro”). Mogło ono oznaczać „obyś był dobry jako twórca/obrońca pokoju”. Imię to jest notowane od 1265 roku, występuje także w języku czeskim, serbskim, chorwackim i bułgarskim. Staropolskie zdrobnienia: Dobry, Dobrak, Dobran, Dobrota (masc.), Dobrzej, Dobrzyna (masc.), Dobra (masc.), Dobral, Dobrasz, Dobrek, Dobrko, Dobroch, Dobroj, Dobrona (masc.), Dobronia (masc.), Dobronisz, Dobroń, Dobrost, Dobrosta (masc.), Dobrosz, Dobrosza (masc.), Dobroszek, Dobroszka (masc.), Dobrotczan, Dobrotka (masc.), Dobruj, Dobrul, Dobrusz, Dobruszka (masc.), Dobrył(ek), Dobryłko, Dobrzesz, Dobrzęta, Dobrzych, Dobrzynica, Dobrzysz, Dobrzyszek, Dobrzyszko, Doch, Dochel, Dosz, Doszek, Doszko.
Dobromir imieniny obchodzi 4 stycznia, 30 marca.
Podobne imiona staropolskie: Dobrobąd, Dobrociech, Dobrogost, Dobromysł, Dobromysław, Dobrosiodł, Dobrowit, Dobrowoj, Dobrutro oraz Dobrzegniew.
Znane osoby o imieniu Dobromir:
- Dobromir (X w.), teść Bolesława I Chrobrego
- Dobromir Dobrew, bułgarski inżynier i polityk, kmet gminy Gorna Orjachowica
- Dobromir Dymecki, polski aktor filmowy i teatralny
- Dobromir Georgiew, bułgarski poeta
- Dobromir Jasztal, polski prawnik, doktor prawa kanonicznego, franciszkanin
- Dobromir Karamarinow, bułgarski prezes Bułgarskiej Federacji Lekkiej Atletyki
- Dobromir Manew, bułgarski aktor
- Dobromir Mitow, bułgarski piłkarz
- Dobromir Osiński, polski urzędnik pocztowy, samorządowiec i poseł do Krajowej Rady Narodowej
- Dobromir Sośnierz, polski informatyk i polityk, europoseł w latach 2018-2019. Od 2019 roku poseł.
- Dobromir Taszkow, bułgarski piłkarz
- Dobromir Tonew, bułgarski poeta
- Dobromir Żeczew, bułgarski piłkarz

Postaci fikcyjne:
- Dobromir – główny, tytułowy bohater seriali animowanych dla dzieci Pomysłowy Dobromir i Pomysłowy wnuczek

Żeński odpowiednik: Dobromira
Zobacz też:
- Dobromierz – 3 miejscowości w Polsce
- Jezioro Dobromierskie